# پیتر ئی. برگر
پیتر ئی. برگر (انگلیسی: Peter E. Berger؛ ۳۰ مه ۱۹۴۴ – ۲۲ سپتامبر ۲۰۱۱) یک تدوین‌گر اهل ایالات متحده آمریکا بود.

## فیلم‌شناسی
تدوین‌گر
1. Hot Potato (۱۹۷۶)
2. The Skatebirds (۱۹۷۷ مجموعه تلویزیونی)
3. The Pack (۱۹۷۷)
4. Kiss Meets the Phantom of the Park (۱۹۷۸) (تلویزیون)
5. تعهد (۱۹۷۹)
6. Oh, God! Book II (۱۹۸۰)
7. آخرین زوج آمریکا (۱۹۸۰)
8. Mommie Dearest (۱۹۸۱)
9. First Monday in October (۱۹۸۱)
10. Monsignor (۱۹۸۲)
11. فرار از مرگ (۱۹۸۳)
12. Silence of the Heart (۱۹۸۴) (تلویزیون)
13. Call to Glory (۱۹۸۴) (تلویزیون)
14. پیشگامان فضا ۴: سفر به خانه (۱۹۸۶)
15. Fire with Fire (۱۹۸۶)
16. کمتر از صفر (۱۹۸۷)
17. جذابیت مرگبار (۱۹۸۷)
18. The Good Mother (۱۹۸۸)
19. Memories of Me (۱۹۸۸)
20. پیشتازان فضا ۵: واپسین مانع (۱۹۸۹)
21. Funny About Love (۱۹۹۰)
22. All I Want for Christmas (۱۹۹۱)
23. مرگ دوباره (۱۹۹۱)
24. Stay Tuned (۱۹۹۲)
25. Hocus Pocus (۱۹۹۳)
26. Holy Matrimony (۱۹۹۴)
27. پیشگامان فضا: نسل‌ها (۱۹۹۴)
28. Homeward Bound II: Lost in San Francisco (۱۹۹۶)
29. Lawnmower Man 2: Beyond Cyberspace (۱۹۹۶) (uncredited)
30. Red Corner (۱۹۹۷)
31. مترو (فیلم ۱۹۹۷) (۱۹۹۷)
32. پیشتازان فضا: شورش (۱۹۹۸)
33. آخرین رقص را نگه‌دار (۲۰۰۱)
34. مانند مایک (۲۰۰۲)
35. Clockstoppers (۲۰۰۲)
36. گارفیلد (۲۰۰۴)
37. مربی کارتر (۲۰۰۶)
38. آلوین و سنجاب‌ها (۲۰۰۷)
39. ۸۸ دقیقه (۲۰۰۸)